# Brunera

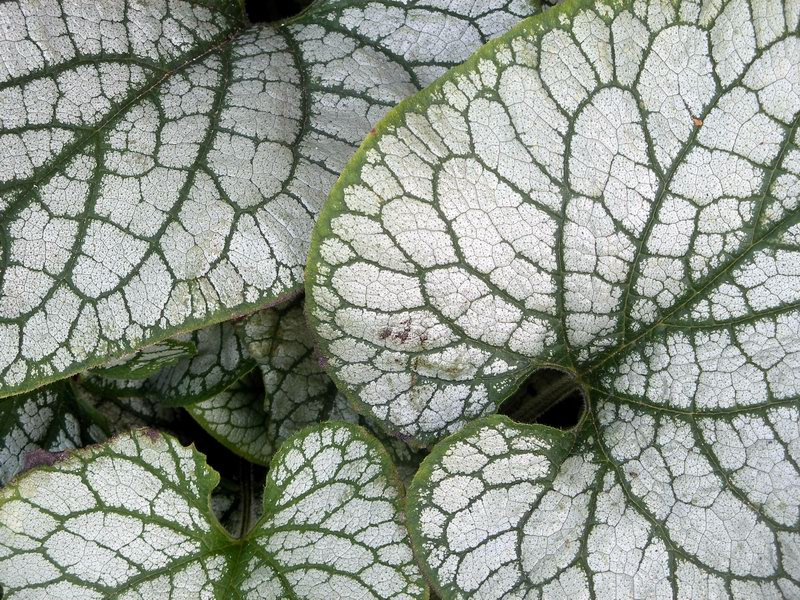
Liście odmiany uprawnej brunery wielkolistnej 'Jack Frost'

Brunera (Brunnera) – rodzaj roślin należący do rodziny ogórecznikowatych. Obejmuje trzy gatunki rosnące na obszarze od wschodniej części obszaru śródziemnomorskiego, poprzez region Kaukazu, po zachodnią Syberię. Granica południowa zasięgu rodzaju sięga po Palestynę i zachodni Iran. Rośliny te zasiedlają lasy iglaste i dębowe, zwłaszcza na terenach skalistych, w miejscach zacienionych. Jeden gatunek – brunera  wielkolistna jest popularnie uprawiana, zwłaszcza w odmianach o barwnych srebrzystych i białych liściach.
Nazwa rodzajowa upamiętnia szwajcarskiego botanika Samuela Brunnera z XIX wieku.

## Morfologia
PokrójByliny osiągające do 40 cm wysokości, z czarnym kłączem i krótką ulistnioną łodygą.
LiścieSkrętoległe, pojedyncze, o blaszce sercowatej, osiągającej do 14 cm długości.
Kwiaty5-krotne, niebieskie z białym środkiem, o średnicy 3–7 mm. Działki kielicha zrośnięte tylko u nasady. Płatki korony zrośnięte w krótką rurkę, zamkniętą dwułatkowatymi, brodawkowatymi osklepkami. Pręciki równej długości, krótsze od rurki korony, nitki i pylniki krótkie. Zalążnia górna, czterokomorowa, z pojedynczą, krótką szyjką słupka niewystającą z rurki korony.
OwoceRozłupnie rozpadające się na cztery zwykle czarne i szorstkie rozłupki o długości do 4 mm.

## Systematyka
Rodzaj należy do podplemienia Boragininae, plemienia Boragineae, podrodziny Boraginoideae, rodziny ogórecznikowatych Boraginaceae.
Wykaz gatunków
- Brunnera macrophylla (Adams) I.M.Johnst. – brunera wielkolistna
- Brunnera orientalis (Schenk) I.M.Johnst.
- Brunnera sibirica Steven